# Saint-Mars-de-Coutais
Saint-Mars-de-Coutais é uma comuna francesa na região administrativa da Pays de la Loire, no departamento de Loire-Atlantique. Estende-se por uma área de 34,67 km². Em 2010 a comuna tinha 2 633 habitantes (densidade: 75,9 hab./km²).